# 安德雷·加拉比諾夫
安德雷·加拉比諾夫（1988年11月27日—）是一位保加利亞足球運動員，場上司职前锋，現在效力於意甲球隊史柏斯亞，并也代表保加利亚国家队參加国际比賽。